# Ozren Domiter
Ozren Domiter (Zagreb, 8. svibnja 1988.) je hrvatski televizijski i filmski glumac.

## Filmografija

### Televizijske uloge
- "Dolina sunca" kao Karlo Sever (2009. – 2010.)
- "Sve će biti dobro" kao Danijel (2008.)
- "Zabranjena ljubav" kao Ivica Šarić (2008.)
- "Ne daj se, Nina" kao informatičar Anić (2007.)

### Filmske uloge
- "Narodni heroj Ljiljan Vidić" kao ustaški vojnik (2015.)

## Vanjske poveznice
- Ozren Domiter u internetskoj bazi filmova IMDb-u (engl.)